# Tracy Scoggins
Tracy Dawn Scoggins (nacida el 13 de noviembre de 1953 Galveston, Texas, Estados Unidos) es una actriz estadounidense conocida por sus papeles como Monica Colby en la telenovela de los años 80 Dinastía y su serie derivada The Colbys, Cat Grant en la serie de televisión 1993-1997 Lois & Clark: Las Nuevas Aventuras de Superman, y como la Capitana Elizabeth Lochley durante la última temporada de Babylon 5 en 1998.